# شوتر (روستا)
 شوتر  به عربی ( شُوترَ )، روستایی است در دهستان عرقوب از توابع استان مَحویت در کشور یمن در شبه جزیره عربستان.

## جمعیت
جمعیت آن (۹۰ ) نفر (۱۰ خانوار) می‌باشد.